# Il était une fois une petite fille
Pour plus de détails, voir Fiche technique et Distribution.
Il était une fois une petite fille (titre original russe : Жила-была девочка, Jila-byla devotchka) est un long-métrage soviétique réalisé par Viktor Eïssymont aux studios Soyuzdetfilm. Sorti en 1944, il montre le quotidien des deux petites filles pendant le siège de Léningrad. Le film est projeté à la 8e Mostra de Venise en 1946.

## Fiche technique
- Titre français : Il était une fois une petite fille[3]
- Titre original : Жила-была девочка, Jila-byla devotchka
- Réalisation : Viktor Eïssymont
- Scénario : Vladimir Nedobrovo
- Photographie : Grigori Garibyan
- Montage : Stera Gorakova
- Direction artistique : Igor Bakhmetiev
- Musique : Venedikt Pouchkov
- Son : Grigori Korenblum
- Format : Noir et blanc - 1,37:1 - 35mm - Mono
- Production : Soyuzdetfilm
- Durée : 72 minutes
- Langue : russe
- Dates de sortie :  Union soviétique : 18 décembre 1944

## Distribution
- Nina Ivanova : Nastenka
- Natalia Zachtchipina : Katia
- Ada Voïtsik : mère de Nastenka
- Aleksandr Larikov : Makar Ivanovitch
- Vera Altaïskaïa (ru) : mère de Katia
- Lydia Chtykan (ru) : Tonia Vatrouchkina
- Nikolaï Korn (ru) : père de Nastenka
- Elena Kirillova : Stepanida
- Maria Vinogradova :